# Suderburg
Suderburg ist eine Gemeinde inmitten der Lüneburger Heide im Landkreis Uelzen, Niedersachsen. Die Gemeinde Suderburg ist Mitgliedsgemeinde und Sitz der Samtgemeinde Suderburg. Etwa 1500 der 4600 Einwohner sind Studierende.

## Geografie
Die Gemeinde Suderburg ist mit einer Fläche von knapp 130 Quadratkilometern die drittgrößte Gemeinde im Landkreis Uelzen. Sie besteht aus den Ortschaften Bahnsen, Böddenstedt, Hamerstorf, Hösseringen, Holxen, Räber und Suderburg (gebildet aus den Ortsteilen Graulingen, Oldendorf I und Suderburg-Kernort) und liegt im südwestlichen Teil des Landkreises Uelzen im Städtedreieck Hamburg–Hannover–Braunschweig. Tangiert wird das Gebiet von den Bundesstraßen 4, 191 und 71 sowie von der Bahnlinie Hannover–Hamburg.
Als Landschaftsschutzgebiete wurden das Hardautal zwischen Holdenstedt und Holxen (242 Hektar) sowie Blaue Berge mit Hardautal (6096,80 Hektar) ausgewiesen. An die westlichen Grenzen der Gemeinde grenzt der Lüßwald. Dieser ist ein ca. 7500 Hektar großer Mischwald in der Gemeinde Südheide. Er trägt seinen Namen vom Lüß und ist Teil eines der größten zusammenhängenden Waldgebiete Deutschlands.

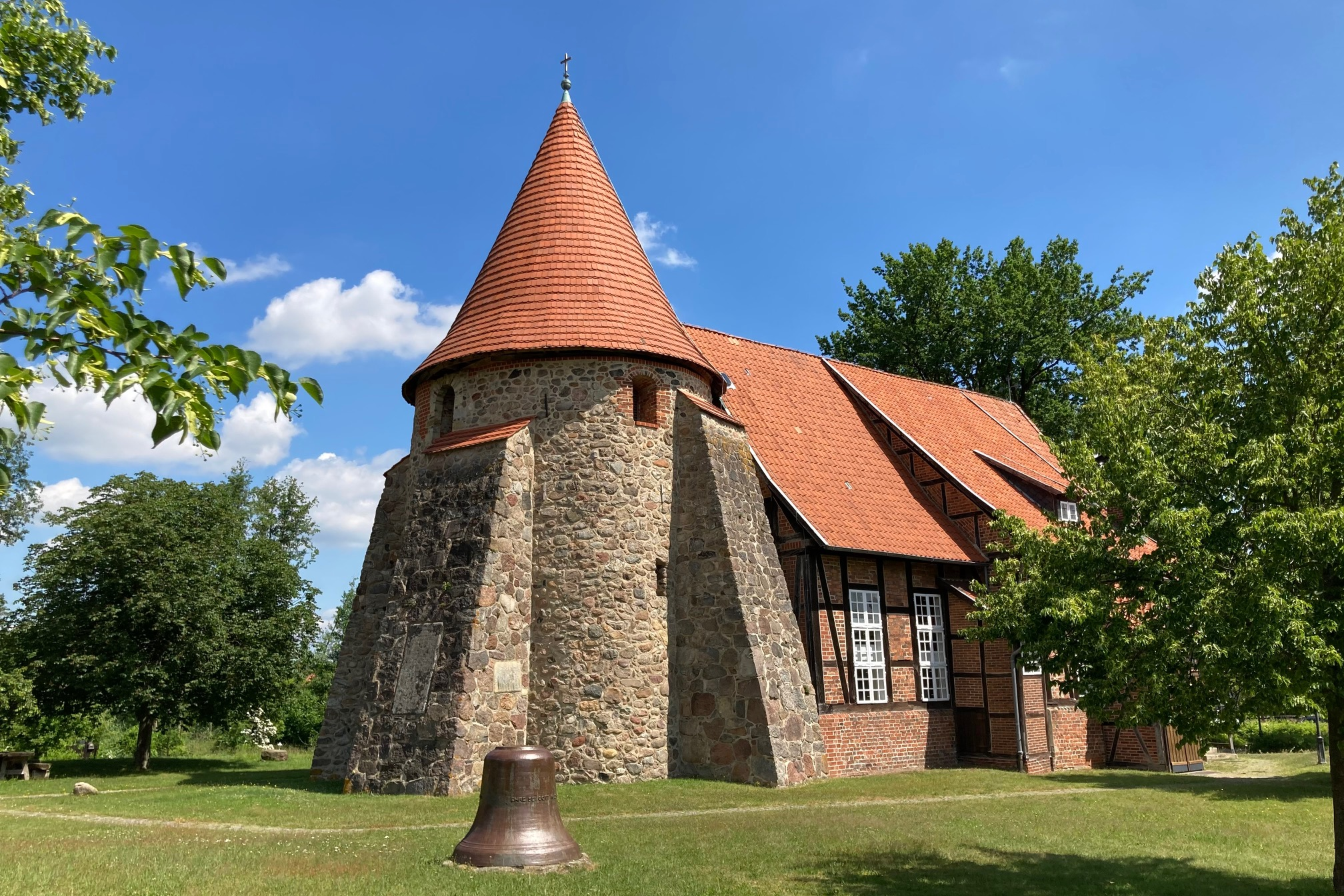
St.-Remigius-Kirche mit Glockenturm aus der ersten Hälfte des 13. Jahrhunderts

## Geschichte

### Mittelalter
Als erste Orte der heutigen Gemeinde Suderburg tauchen Suderburg und Bahnsen 1004 im Verzeichnis jener Besitzungen auf, mit der das Kloster Kemnade an der Weser bei seiner Gründung ausgestattet wurde. Der heutige Kirchturm von St.-Remigius in Suderburg galt in der Heimatforschung lange als Rest jener Burg, die Suderburg ihren Namen gab und ebenfalls bereits im Jahre 1004 urkundlich bezeugt ist. Jüngste bauarchäologische Forschungen konnten den Bau des Feldsteinturms mit Hilfe der Dendrochronologie jedoch auf die Zeit um 1246 datieren. Die frühmittelalterliche Burg wurde wahrscheinlich am Ende der fränkischen Expansion nach Sachsen um 800 gegründet und war wohl bis zum 13. Jahrhundert in Nutzung. Im 14. Jahrhundert wurde ein frei stehendes Holzgerüst in den romanischen Feldsteinturm eingestellt, um das Feldsteinmauerwerk vor Schäden durch die Schwingungen der Glocke zu schützen. Dieses Gerüst wurde dendrochronologisch auf 1370 datiert und ist somit der älteste seiner Art. Eine in Lüneburg gegossene Bronzeglocke trägt die Inschrift Dorch dat für bin ick geflaten Pawel Vos hat mi dorch Gottes Hülpe gegaten Anno 1607 (Durch das Feuer bin ich geflossen, Paul Voss hat mich durch Gottes Hilfe gegossen).

### Frühe Neuzeit
Zwischen 1532 und 1652 fanden nachweislich Landtage der Landstände des Fürstentums Lüneburg im Schooten bei Hösseringen statt.

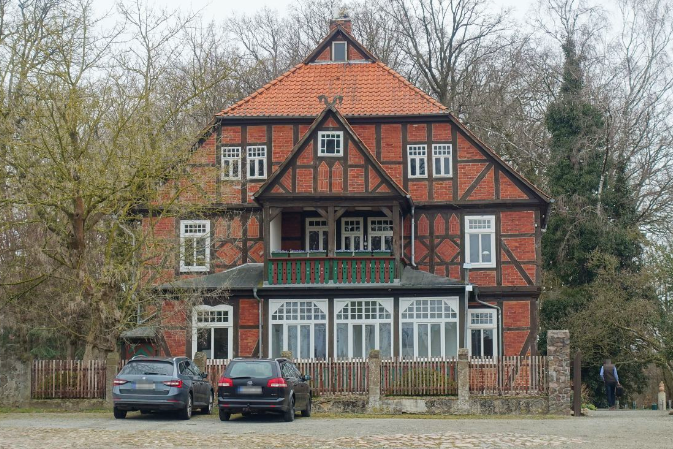
Um 1650 errichtetes Fachwerkhaus (zeitweise Residenz der Suderburger Vögte)

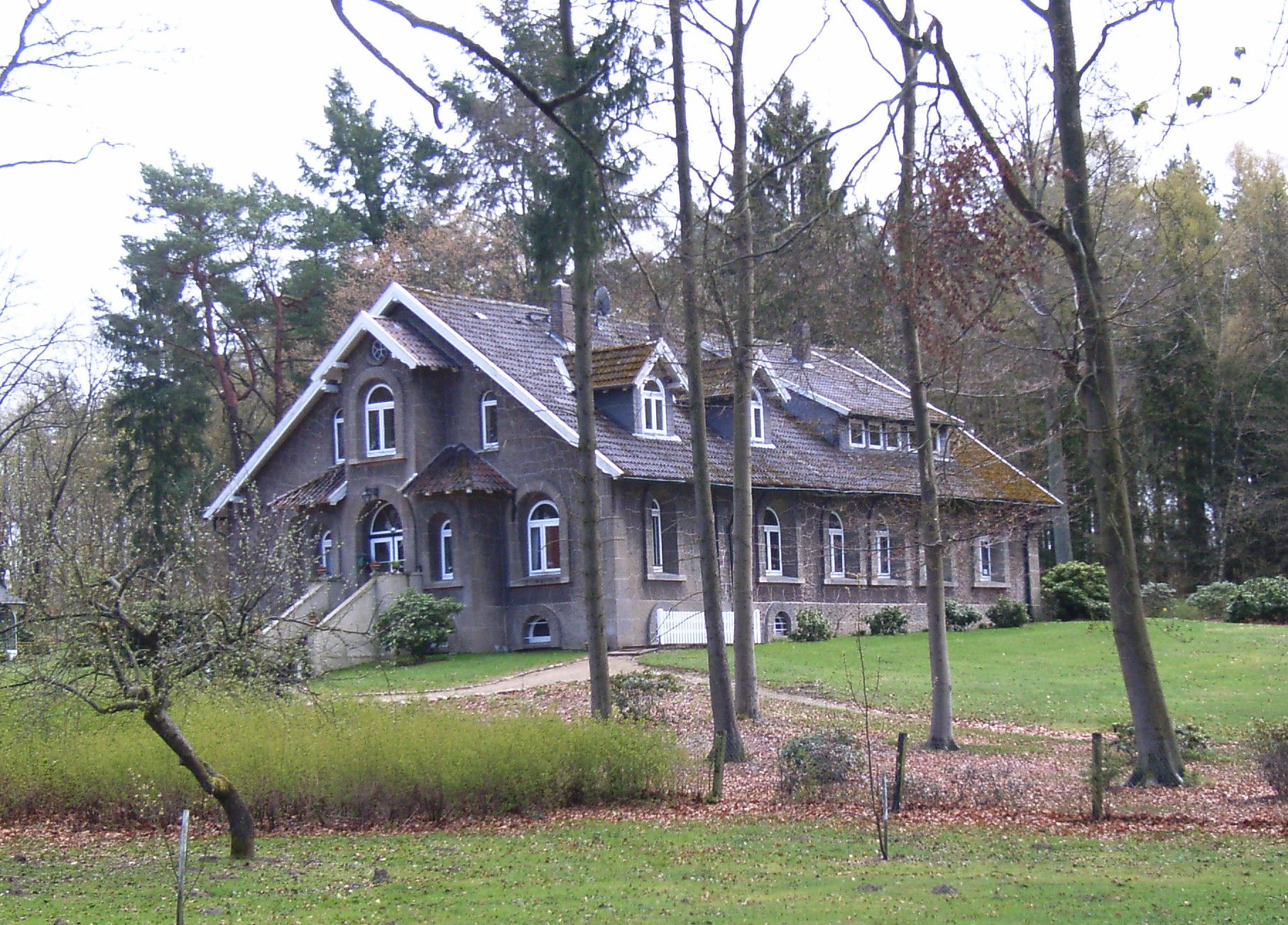
Das ehemalige Gutshaus Tannrähmhaus (von 1891)

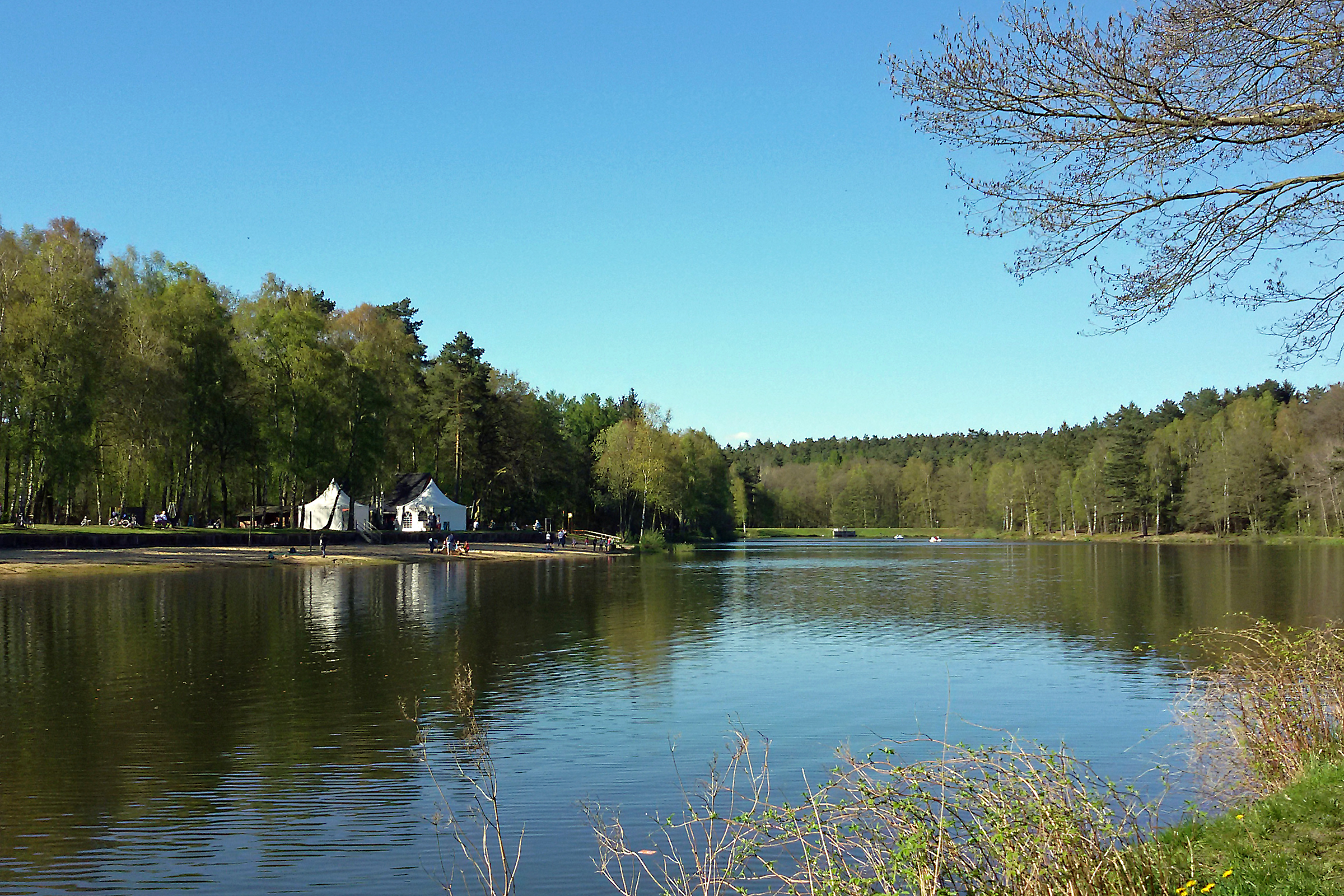
Der Hardausee zwischen Suderburg und Hösseringen

Die wenige Kilometer nordwestlich von Suderburg gelegene Burg des Gutes Bahnsen wurde im Jahre 1636 während des Dreißigjährigen Krieges von schwedischen Truppen verwüstet. Zu den Besitzern des Gutes zählten u. a. die von Jettebrock, von Ompteda, von Spörcken, von Bobart und von Hammerstein. Die Linien der einzigen beiden aus dem Raum Suderburg stammenden Adelsgeschlechter derer von Böddenstedt und von Hösseringen sind zwischen dem 15. und 17. Jahrhundert erloschen.
In Suderburg bestand ein Allodialgut, das unter anderem denen von Dahlen (1587–1623) gehörte. Später wird Georg Hilmer von der Wense (1596–1654) als Besitzer genannt. Von 1775 bis 1817 war es wiederum im Besitz derer von Plato. Gutsbesitzer Ludwig von Plato (* 1727) stand als Major in kurhannoverschen Diensten. Zuletzt gehörte das Gut von 1817 bis 1935 denen von Stralenheim. Genannt wird beispielsweise der königlich sächsische Rittmeister Baron Henning von Stralenheim (1849–1919). Daneben existiert mit dem Tannrähmhaus bis heute noch ein ehemaliges Herrenhaus, welches 1891 vom Rittmeister a. D. William Schmidt aus Coswig erbaut wurde.

### 19., 20. und 21. Jahrhundert
Nachdem die Bahnstrecke Lehrte–Uelzen-Harburg im Jahre 1847 in Betrieb genommen worden war, erhielt Suderburg 1850 einen vom hannoverschen Architekten Hubert Stier geplanten Bahnhof, der bereits 1859 erweitert wurde. Bis zu diesem Jahr gehörte der Raum Suderburg zum Amt Bodenteich.
Im Jahre 1957 wurden die Dörfer Graulingen, Oldendorf I und Suderburg zum heutigen Suderburg zusammengefasst.

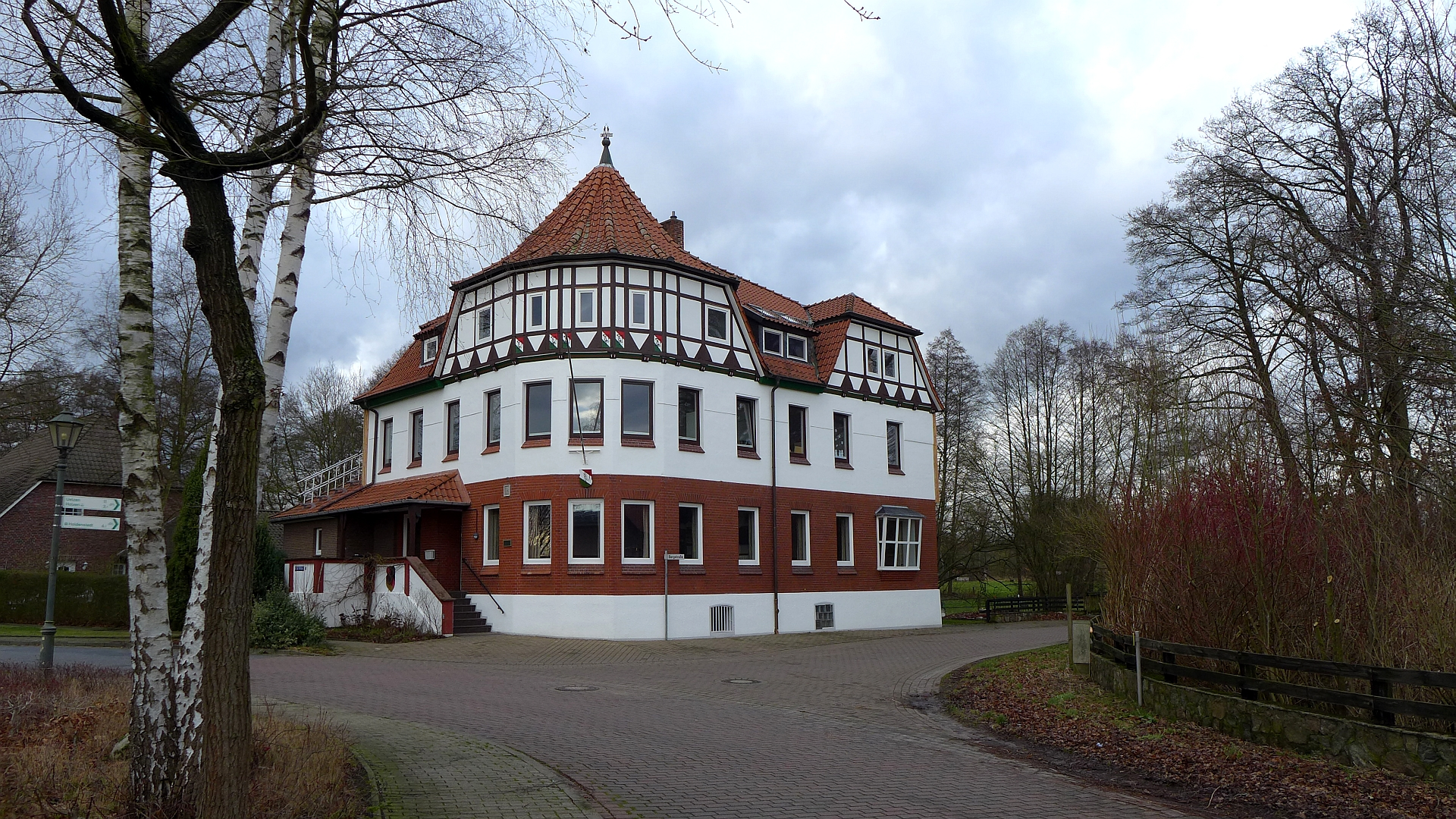
Korporationshaus Erica an der Burgstraße

Suderburger Bauern entwickelten vermutlich gegen Ende des 18. Jahrhunderts eine spezielle Technik der Wiesenbewässerung, den sogenannten Suderburger Rückenbau, die sich weit verbreitete. Diese Bewässerungstechnik wurde ab 1853 in der dafür gegründeten Wiesenbauschule weiterentwickelt. Sie war eine der ältesten landwirtschaftlichen Bildungseinrichtungen in Norddeutschland. Durch die Entwicklung des damals neuartigen Bewässerungssystems, wurde sie auch überregional bekannt. Die Schule wurde später zur staatlichen Ingenieurschule aufgewertet und ging 1971 in der Fachhochschule Nordostniedersachsen auf. Seit 2009 gehört der Standort Suderburg, der bis heute einen Schwerpunkt im Wasserbau hat, zur Ostfalia Hochschule für angewandte Wissenschaften.

### Eingemeindungen
Am 1. Juli 1972 wurden die Gemeinden Bahnsen, Böddenstedt, Hamerstorf, Holxen, Hösseringen und Räber eingegliedert.

### Einwohnerentwicklung
Die Einwohnerentwicklung der Gemeinde Suderburg inkl. Ortsteile:
- 1961: 4257 Einwohner[8]
- 1970: 4273 Einwohner[8]
- 1994: 4494 Einwohner
- 2003: 4699 Einwohner[9]
- 2011: 4534 Einwohner
- 2015: 4549 Einwohner
- 2016: 4487 Einwohner
- 2017: 4602 Einwohner

## Politik

### Gemeinderat

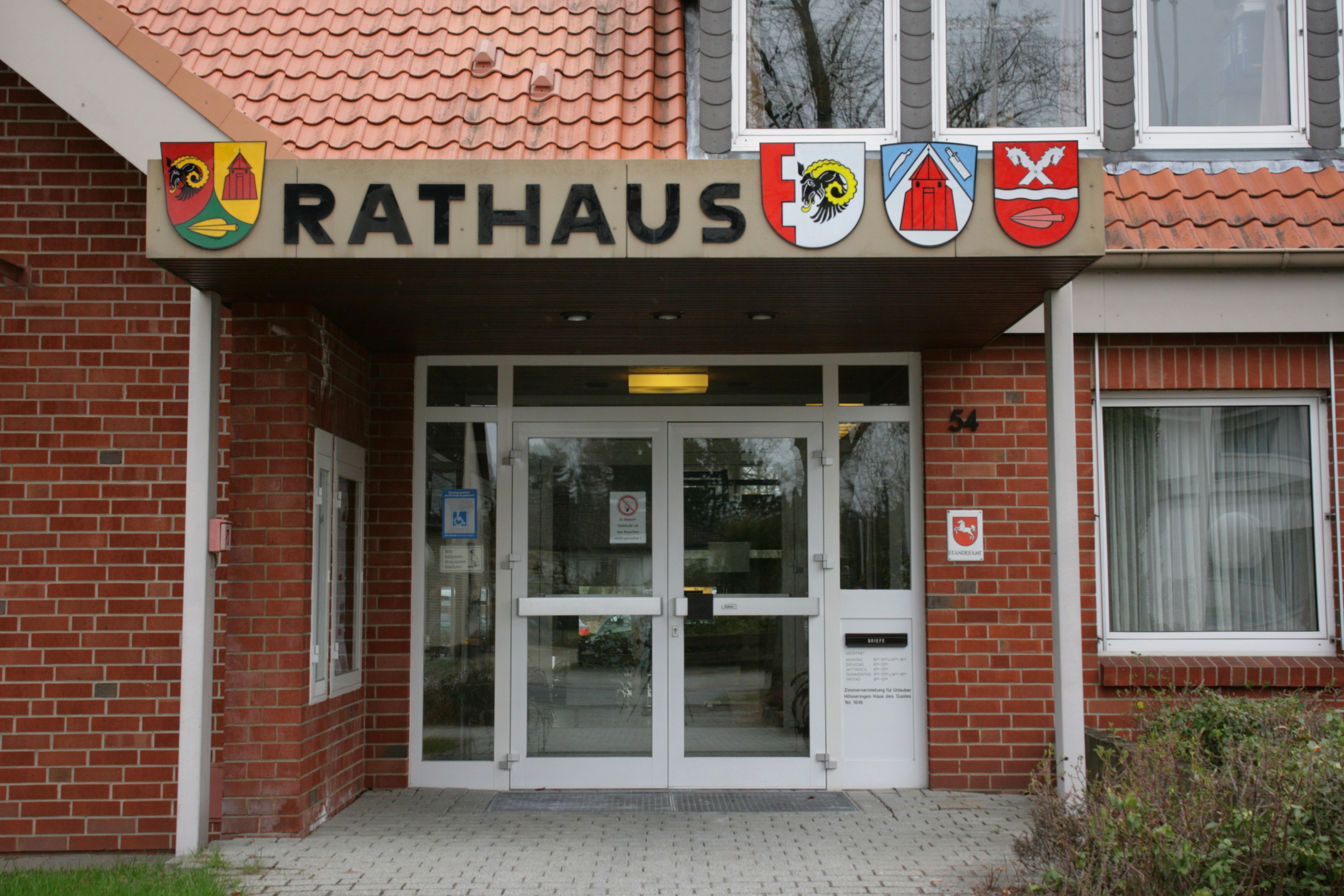
Rathaus in der Bahnhofstraße

Der Rat der Gemeinde Suderburg setzt sich aus 15 Ratsmitgliedern zusammen.
Die Sitzverteilungen nach den letzten Kommunalwahlen:
| Wahljahr | CDU | WSL | SPD | Grüne | FWS | WFS | Einzel | Gesamt   |
| 2021     | 5 | 4   | 2   | 2     | 1   | 1   | -      | 15 Sitze |
| 2016     | 5 | 4   | 3   | 2     | -   | -   | 1      | 15 Sitze |
| 2011     | 5 | 3   | 4   | 2     | -   | -   | 1      | 15 Sitze |
| 2006     | 8 | -   | 6   | 1     | -   | -   | -      | 15 Sitze |
|          | __________________________ WSL: Wählergemeinschaft Suderburger Land; FWS: Freie Wählergem. Suderburg; WFS: „Wir für Suderburg“ Einzel 2016: Schimmack; 2011: |     |     |       |     |     |        |          |

### Bürgermeisterin
Bürgermeisterin der Gemeinde Suderburg ist seit 2020 Dagmar Hillmer (CDU).

## Kultur und Sehenswürdigkeiten

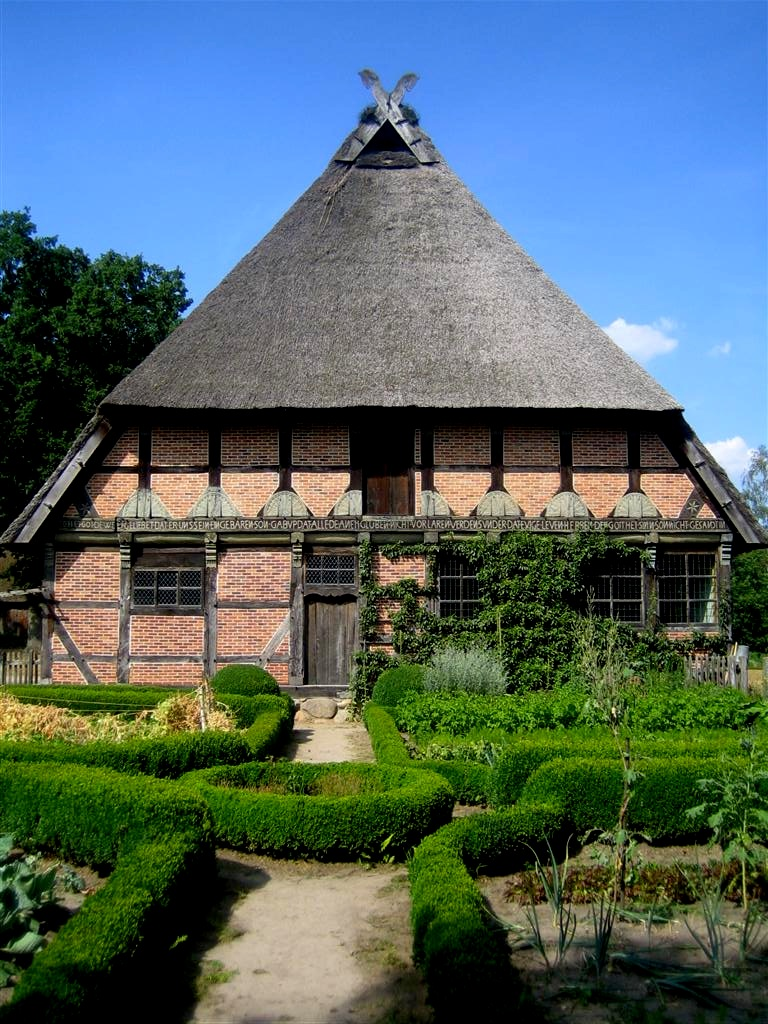
Der Brümmerhof (von 1644) im Museumsdorf Hösseringen

Der Tourismusverein Suderburger Land e. V. wirbt mit landschaftlichen und touristischen Attraktionen im Gerdau- und Hardautal. Regelmäßige Veranstaltungen wie das Erntedankfest im Museumsdorf Hösseringen oder verschiedene Weihnachtsmärkte ziehen sich durch das Jahr.
- Überregional bekannt ist das Museumsdorf Hösseringen. Dieses zeigt auf einem Gelände von etwa 100.000 m² wesentliche Bautypen des niederdeutschen Hallenhauses. Das Museumsdorf ist auch Ausgangspunkt des Waldgeschichtspfades Schooten, der durch das gleichnamige Waldgebiet führt und an zehn Stationen den Wandel von Ackerbau und Forstwirtschaft in der Lüneburger Heide beschreibt.
- In unmittelbarer Nähe zum Museumsdorf befindet sich der Landtagsplatz, der in der Frühen Neuzeit von 1532 bis 1652 Versammlungsstätte des Landtags des Fürstentums Lüneburg war. Die Lüneburger Ritterschaft stellte hier im Jahr 1902 einen Gedenkstein auf. In den 1930er Jahren wurde der Platz in seine heutige Form umgestaltet. Er besteht seitdem aus zahlreichen Findlingen aus den Orten und mit den Ortsnamen des damaligen Kreises Uelzen.
- Hösseringen ist Ausgangspunkt des 26 Kilometer langen Wassererlebnispfades, der sich bis nach Uelzen erstreckt. Stationen dieses Pfades sind die am Dorfteich gelegene Wassertretanlage und der künstlich angelegte Hardausee, in dessen Nähe sich auch ein Camping- und Grillplatz befindet.
- An der Niedersächsischen Mühlenstraße gelegen, befinden sich in den Orten Böddenstedt, Hösseringen, Holxen und Suderburg Wassermühlen, die sich jedoch nicht mehr als solche betrieben werden.
- Das Dorf Böddenstedt errang in den Jahren 1991 und 2016 im Bundeswettbewerb Unser Dorf hat Zukunft „Gold“. Gleiches gilt wie das Nachbardorf Bohlsen (1993 und 2013). Beide Dörfer können über einen informativen „Golddörfer Wanderweg“ erkundet werden.[12][13]
- Räber ist Teil der ersten Stoppomat-Strecke Norddeutschlands.[14] Diese führt als 10 km langer Rundkurs von Suderburg über Räber und Hösseringen.

### Bauwerke
- Die Wassermühle an der Hardau in Suderburg fand 1577 erste Erwähnung und wurde bis 1973 betrieben.
- Die St.-Remigius-Kirche in Suderburg ist eine kleine Fachwerkkirche aus dem 18. Jahrhundert mit einem Rundturm (Rest einer Schutzburg), der um 1000 n. Chr. aus Feldsteinen errichtet wurde, und einem Kanzel-Altar von 1751.
- Das 1850 in Suderburg errichtete Bahnhofsgebäude wurde vom hannoverschen Architekten Hubert Stier entworfen.

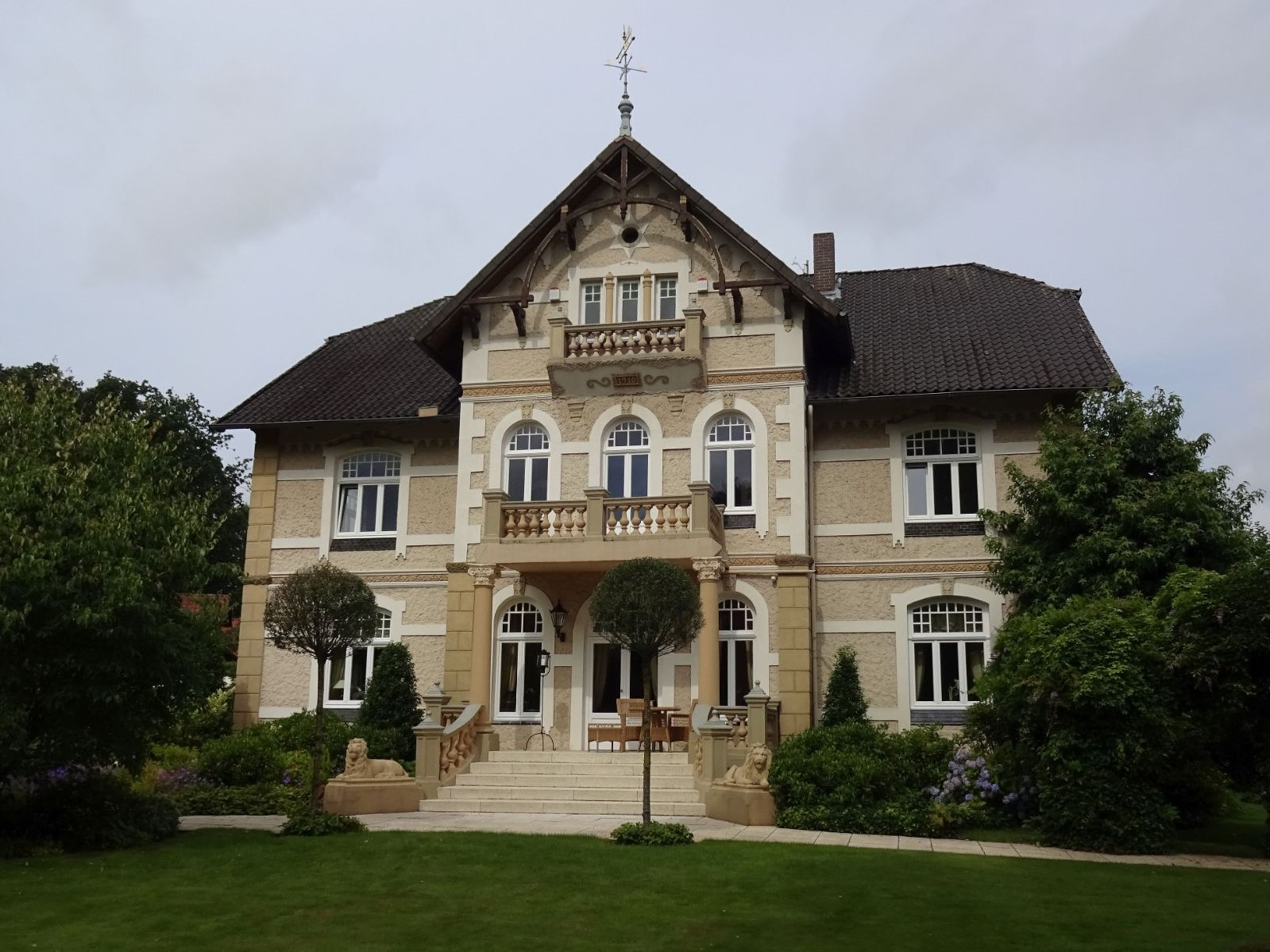
Villenartiges Bauernhaus (sog. Rübenburg) im Ortsteil Hamerstorf
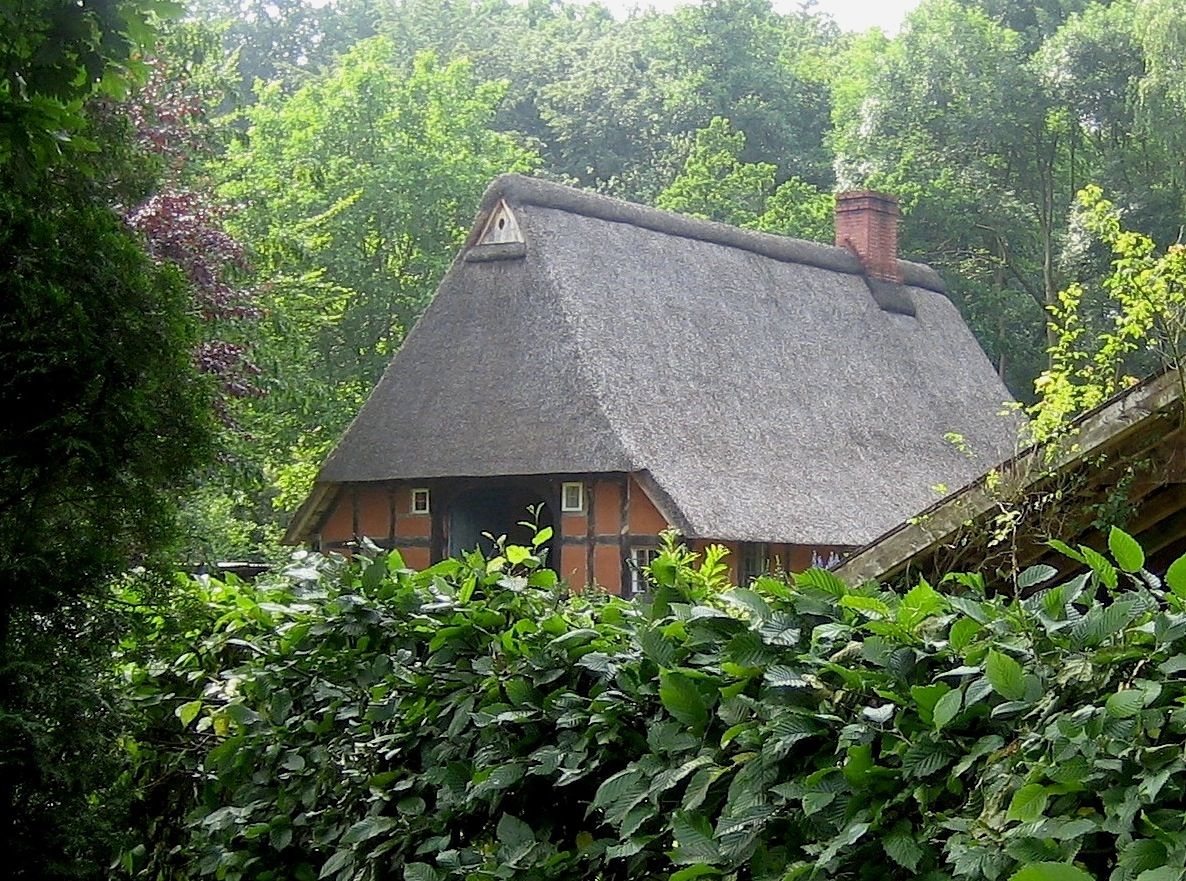
Reetdachhaus (von ca. 1680) im Ortsteil Böddenstedt
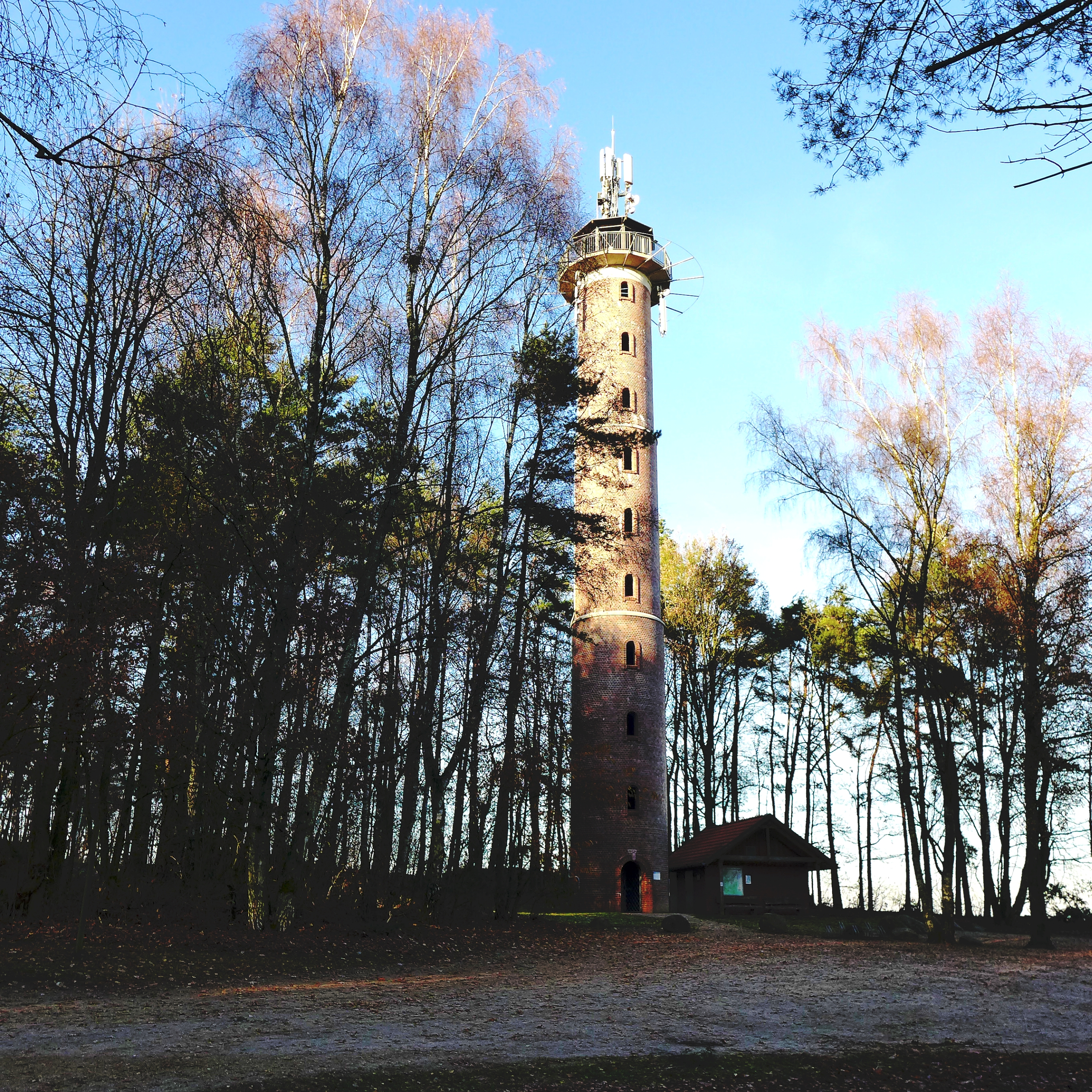
Aussichtsturm zwischen den Ortsteilen Räber und Hösseringen
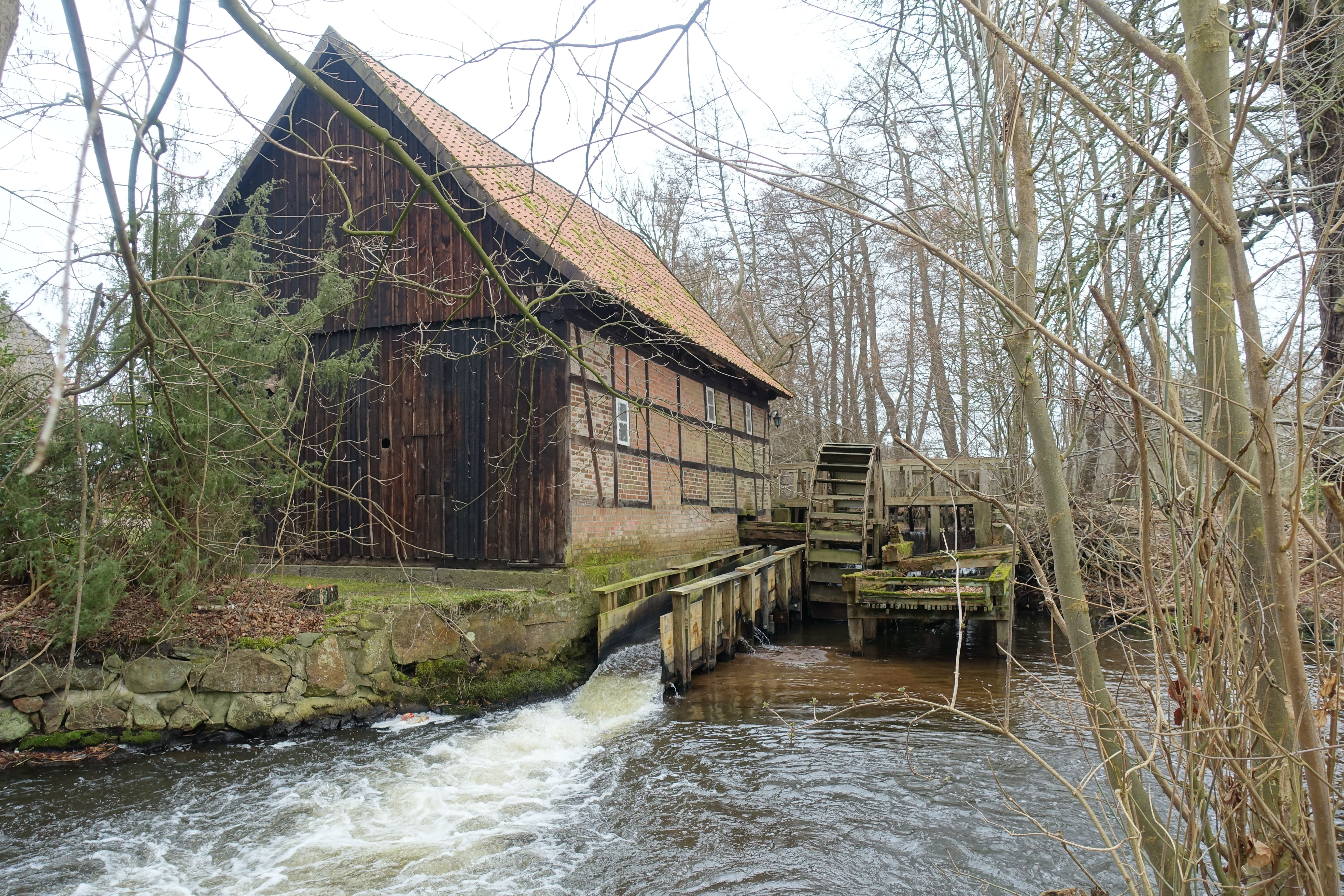
Wassermühle im Ortsteil Holxen von 1765
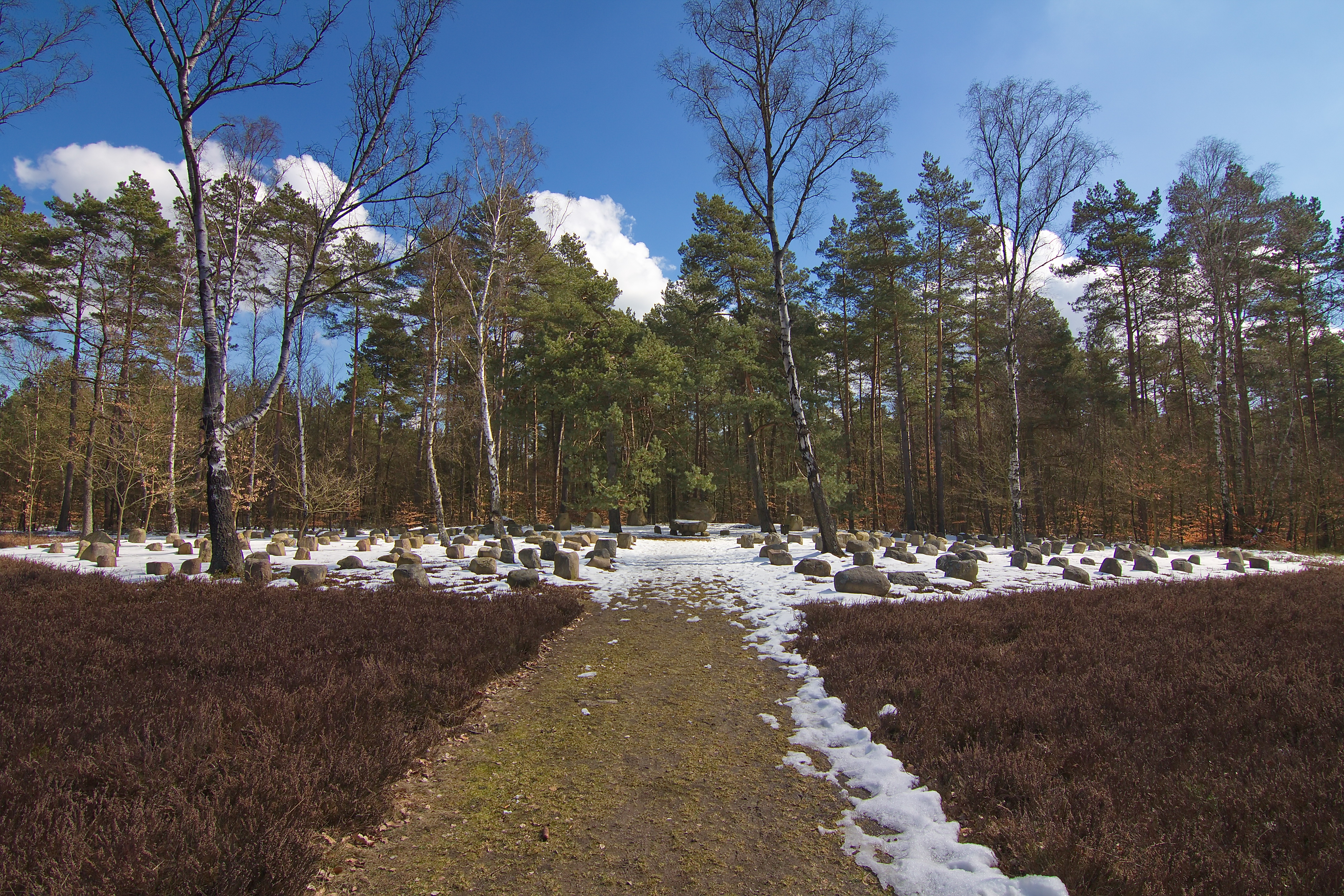
Historischer Landtagsplatz bei Hösseringen
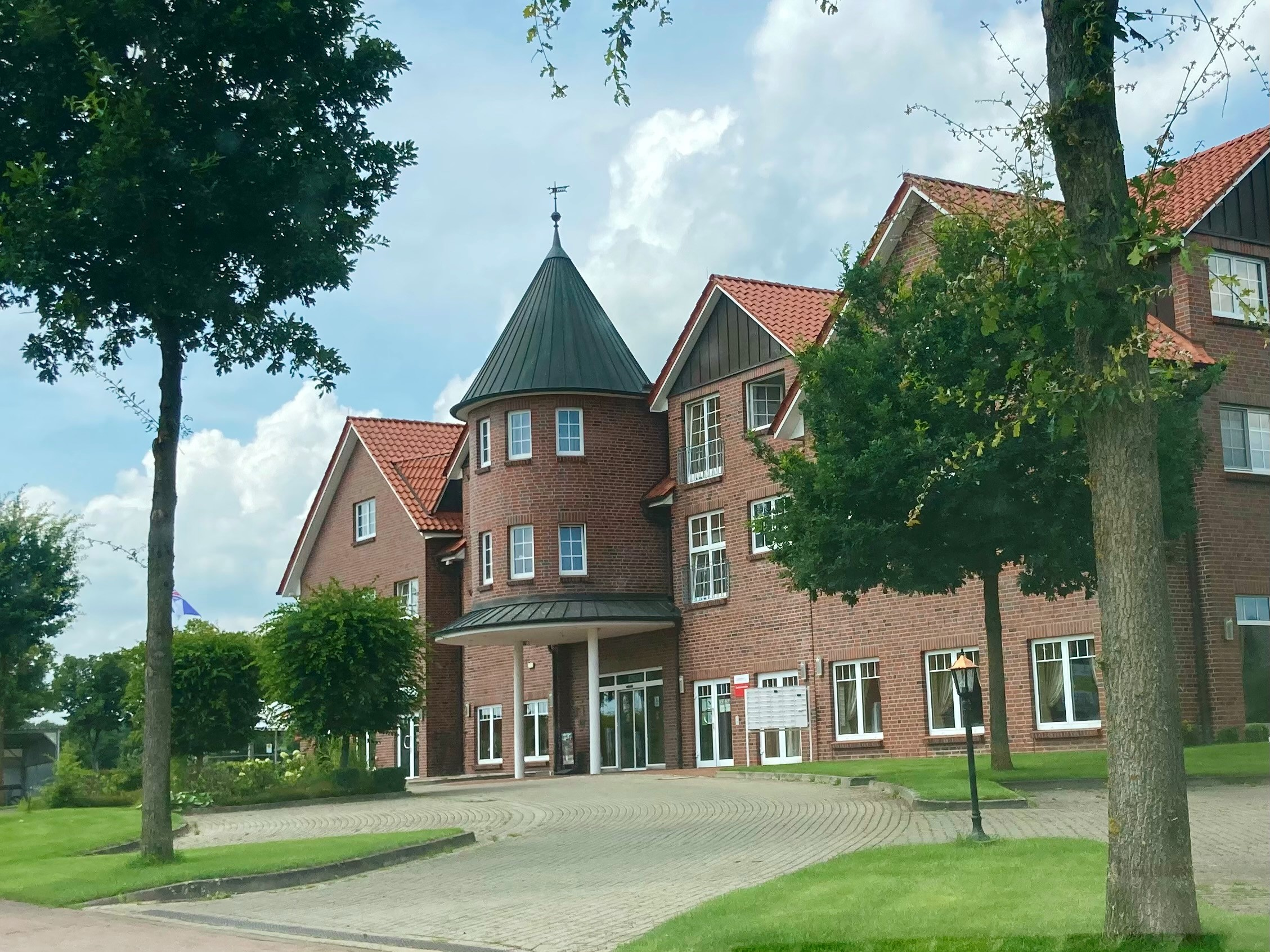
Studentenwohnheim Calluna und Restaurant im Ortskern von Suderburg

### Sport
- Der VfL Suderburg v. 1912 e. V. ist ein Sportverein mit mehr als 1100 Mitgliedern in 16 Sparten. Der Verein richtet im November einen Herbstlanglauf aus, an dem mehr als 1000 Läufer teilnehmen. Der Herbstlanglauf zählt zu den 100 größten Laufveranstaltungen in Norddeutschland. Des Weiteren findet jeweils im September ein Radwettbewerb mit Einzelzeitfahren über 30 km statt.[15]

## Wirtschaft und Infrastruktur

### Unternehmen

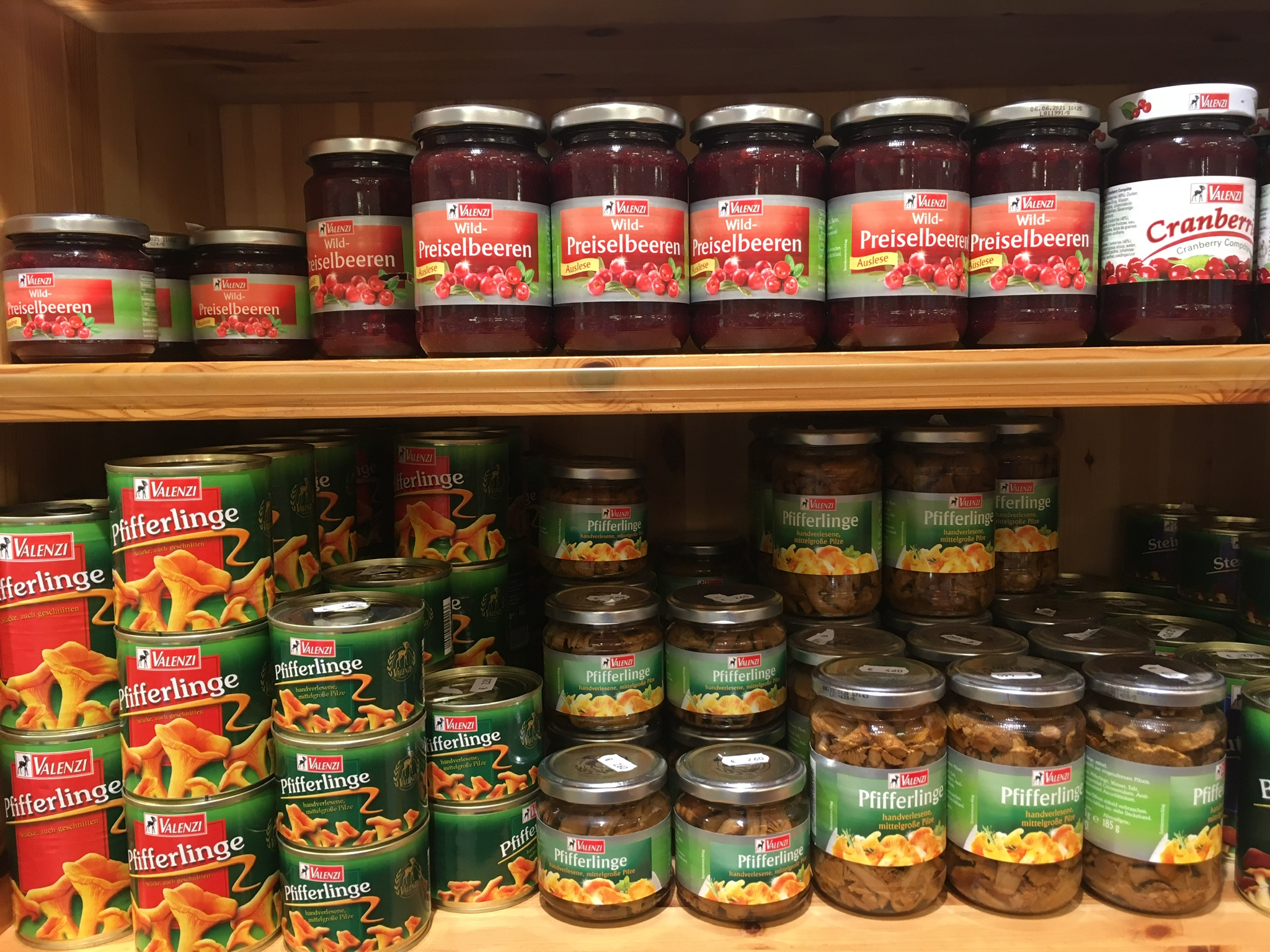
Teile des Sortiments der Firma Valenzi

- Suderburg ist Standort der Valenzi GmbH & Co. KG. Das Unternehmen verarbeitet Wildpilze, Waldfrüchte und Suppeneinlagen und beschäftigt vor Ort über 100 Personen (Stand: November 2021).
- Die GEREP Maschinenbau GmbH mit über 80 Beschäftigten fertigt in Suderburg hydraulische Stoßdämpfer und gilt als Spezialist für die Vibrationsdämpfung.
- Das Unternehmen Schenk GmbH ist auf die Erstellung von Holzbau-Konstruktionen, Dacheindeckungen und energetische Gebäudesanierungen spezialisiert und beschäftigt über 20 Personen in Böddenstedt.
- Die Wildnissport GmbH betreibt einen europaweiten Versand- und Einzelhandel für Outdoor-Ausrüstung in Suderburg und beschäftigt rund 20 Personen.

### Bildung

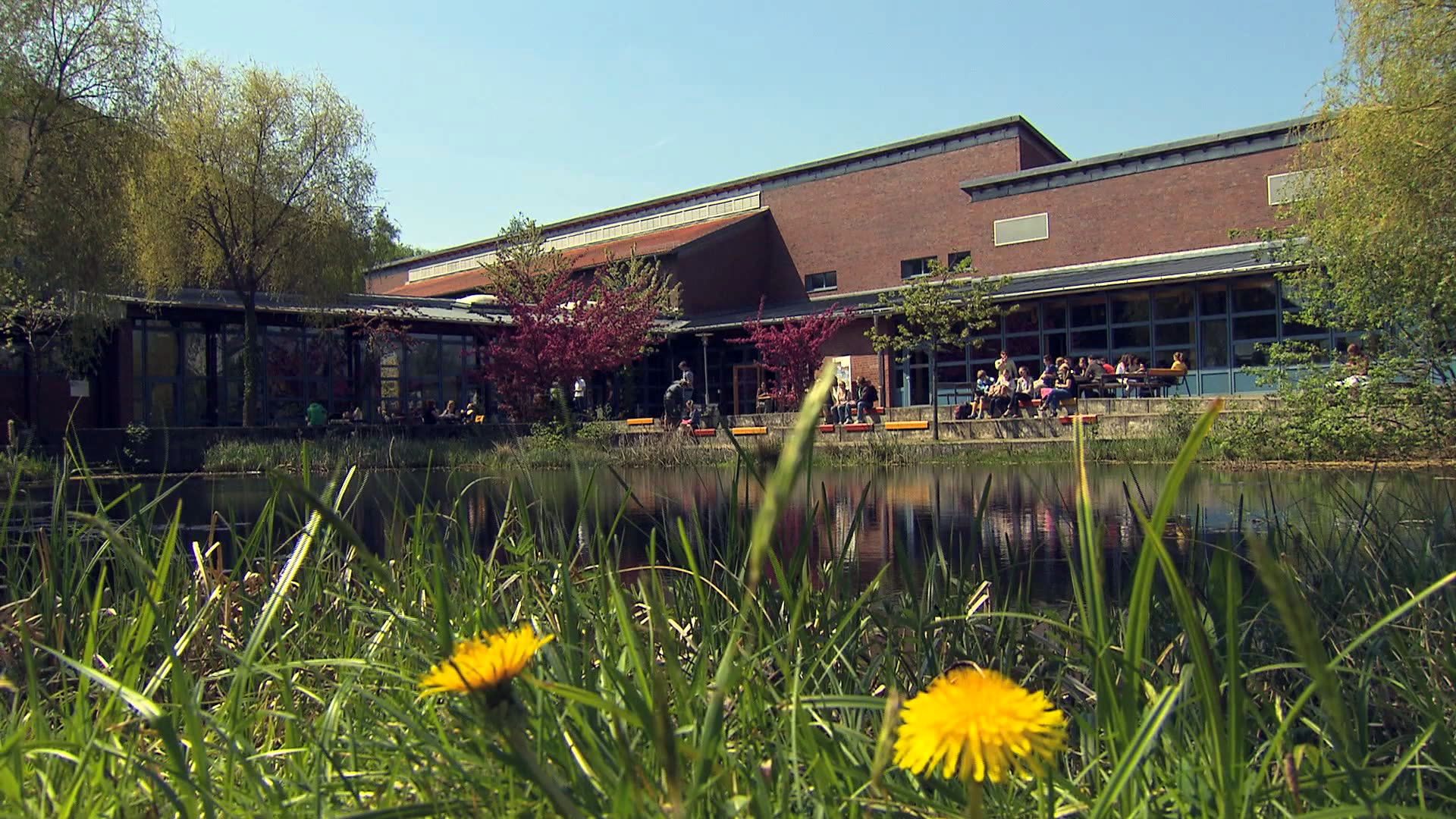
Campus der Ostfalia Hochschule für angewandte Wissenschaften in Suderburg

- Für die vorschulische Erziehung gibt es eine Kindertagesstätte in Suderburg.
- Am Suderburger Gänsekamp besteht eine Grundschule.
- Eine Oberschule ist ebenfalls in Suderburg angesiedelt.
- Andere weiterführende Schulen befinden sich in Uelzen.
- Für die musikalische Ausbildung wird eine Musikschule betrieben.
- Der Campus Suderburg der Ostfalia Hochschule für angewandte Wissenschaften  zählt rund 1500 Studierende an den Fakultäten Bau-Wasser-Boden sowie Handel und Soziale Arbeit.

### Verkehr

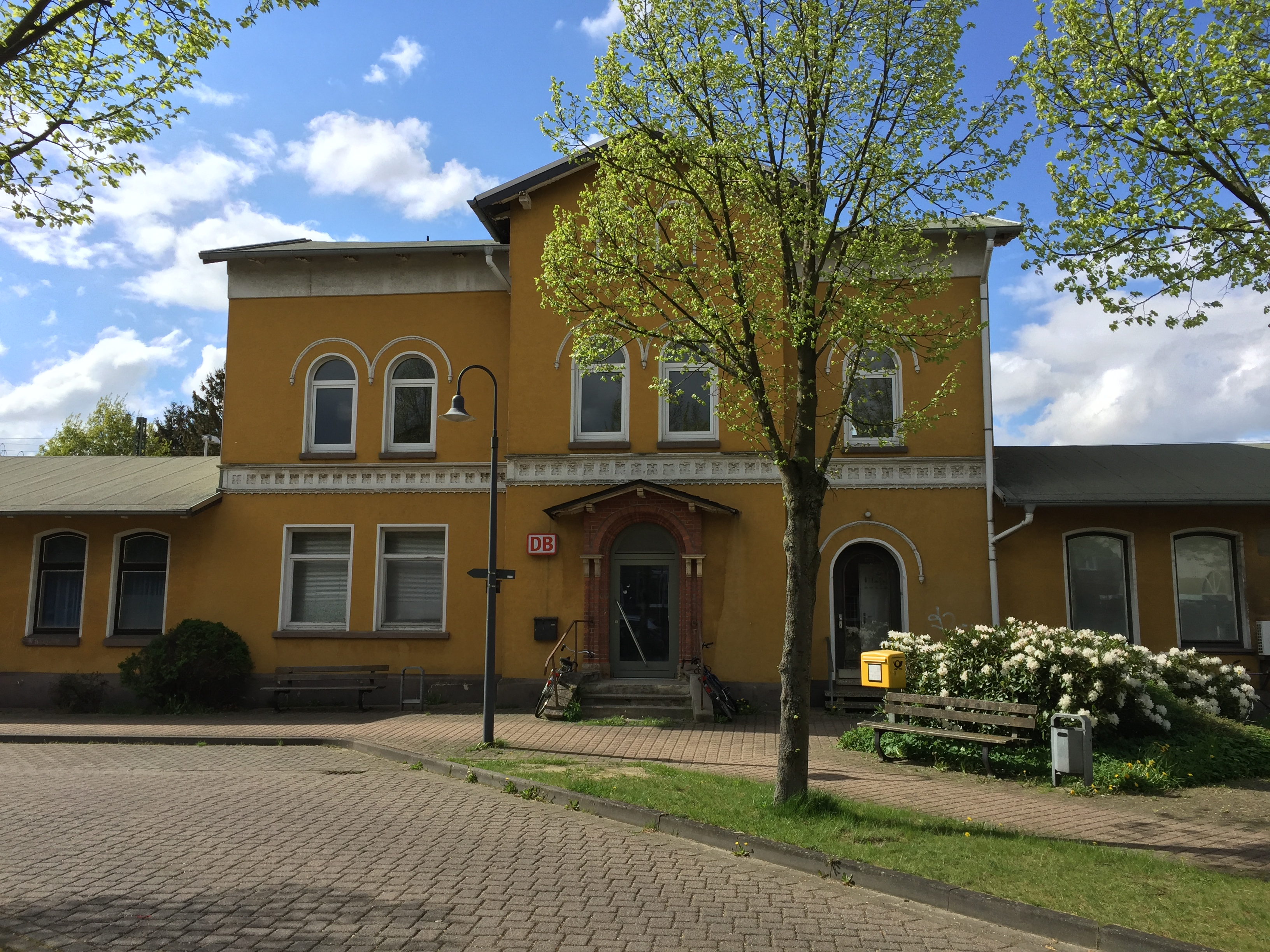
Bahnhofsgebäude in Suderburg (von 1850)

Suderburg liegt an der Bahnstrecke Hannover–Hamburg und wird von der metronom Eisenbahngesellschaft im Stundentakt mit Hannover und Uelzen verbunden (Hannover ist per Bahn in etwa 50 Minuten zu erreichen und Celle in 20–30 Minuten).

## Persönlichkeiten

### Söhne und Töchter Suderburgs
- Georg Hilmar Ising (1637–1708), Pfarrer und Historiker
- Sophus Schmidt (1792–1841), hannoverscher Befreiungskämpfer, Amtmann in Bleckede und Gutsbesitzer in Suderburg
- Heinrich Christoph Wilhelm Hillmer (1831–1916), Wiesenbaumeister
- Karl Hillmer (1869–1944), Wiesenbauschuldirektor

### Weitere Persönlichkeiten, die mit Suderburg in Verbindung stehen
- Anton Gottfried Alberti (1727–1787), Geistlicher, zeitweise Prediger in Suderburg
- Kurt Borm (1909–2001), Arzt und SS-Hauptsturmführer, verstarb in Suderburg
- Wilhelm Dege (1910–1979), Autor, Pädagoge, Geograf, Geologe und Hochschullehrer, verstarb in Suderburg
- Helmut Damrath (* 1917), Bauingenieur, früherer Rektor der Suderburger Fachhochschule Nordostniedersachsen
- Georg Schwerdtfeger (1920–2005), Agrarwissenschaftler und Buchautor, lehrte als Professor in Suderburg
- Berndt W. Wessling (1935–2000), Journalist und Schriftsteller, verbrachte Teile seiner Kindheit in Suderburg
- Rolf Anselm (* 1942), Bauingenieur, lehrte als Professor in Suderburg
- Kurt-Dieter Grill (* 1943), Politiker (CDU), machte 1968 seinen FH-Abschluss in Suderburg
- Wolf-Rüdiger Umbach (* 1945), Professor, ehem. Präsident der Ostfalia Hochschule und Ehrenbürger Suderburgs
- Brigitte Urban, Biologin und Bodenkundlerin, lehrte als Professorin in Suderburg
- Justus Teicke (* 1960), Wasserbauingenieur und Autor, machte 1988 seinen FH-Abschluss in Suderburg
- Carsten Kadach (* 1964), ehemaliger FIFA-Schiedsrichter-Assistent, lebt in Suderburg
- Martin Wallroth (* 1964), Philosoph und Diplom-Psychologe, lehrte als Professor in Suderburg
- Jörg Hillmer (* 1966), Landwirt und Landtagsabgeordneter (CDU), lebt in Suderburg
- Anja Mensching (* 1975), Pädagogin, lehrte als Professorin in Suderburg
- Jan Henner Putzier (* 1984), Politiker (SPD), in Suderburg aufgewachsen